# Riekoperla pulchra
Riekoperla pulchra is een steenvlieg uit de familie Gripopterygidae. De wetenschappelijke naam van de soort is voor het eerst geldig gepubliceerd in 1982 door Hynes.